# Chiwoniso Maraire
Chiwoniso Maraire (Olympia (Washington), 5 de março de 1976 – Chitungwiza, 24 de julho de 2013),  foi uma cantora nascida estadunidense mas naturalizada no Zimbabwe.
Maraire nasceu em Olympia, Washington, e viveu até os sete anos nos Estados Unidos quando então seus pais retornaram para o país de origem, Zimbabwe. Era filha do músico e professor Dumisani Maraire, ex ministro do esporte e da cultura na década de 80, falecido em 1999.
Chiwoniso Maraire morreu no dia 24 de julho de 2013, no Hospital Medical Sul em Chitungwiza. A causa da morte divulgada foi suspeita de pneumonia. Um ano antes, seu ex-marido o músico Andy Brown, também faleceu. O casal deixou duas filhas, Chengeto e Chiedza.